# Aglaophenia trifida
Aglaophenia trifida is een hydroïdpoliep uit de familie Aglaopheniidae. De poliep komt uit het geslacht Aglaophenia. Aglaophenia trifida werd in 1862 voor het eerst wetenschappelijk beschreven door Agassiz. 